# Paul Lay
Paul Lay est un pianiste de jazz, compositeur et arrangeur français, né à Orthez le 22 juillet 1984.
Il a joué avec Riccardo Del Fra, Géraldine Laurent ou Térez Montcalm, et fait partie de Ping Machine.

## Biographie

### Formation
La mère de Paul Lay est mélomane, elle lui fait écouter beaucoup d'airs et de chansons. Il commence à imiter au piano les mélodies qu'il entend dès 3 ans. Il commence l'apprentissage du piano à cinq ans, qui lui fait beaucoup travailler son oreille.
Il étudie au conservatoire à rayonnement régional de Toulouse, puis au Conservatoire national supérieur de musique de Paris, département Jazz et Musiques improvisées avec notamment François Théberge et Glenn Ferris. Il se perfectionne auprès de Riccardo Del Fra.

### Carrière
Juste après ses études, Paul Lay intègre le quintette de Riccardo Del Fra. Son premier album, Unveiling, parait en 2010.
En 2012, il rejoint Ping Machine, le groupe de Frédéric Maurin, succédant à Benjamin Moussay.
Sur son deuxième album Mikado (2014), il joue en quartette avec le saxophoniste Antonin-Tri Hoang, le contrebassiste Clemens Van Der Feen et son ancien professeur Dré Pallemaerts,. Le disque obtient le Grand Prix de l'Académie Charles-Cros.
Il crée avec le vidéaste Olivier Garouste une performance[style à revoir] vidéo-musicale intitulé Billie Holiday passionnément. Le spectacle est créé à La Folle Journée de Nantes en 2015, année du centenaire de la naissance de la chanteuse.
En 2017 paraissent simultanément deux albums : Alcazar Memories et The Party. Le premier est enregistré en trio avec la chanteuse Isabel Sörling et le contrebassiste Simon Tailleu. Le titre fait référence à l'Alcazar, la salle de spectacle marseillaise, où le trio et une partie du répertoire sont nés. Le projet consistait dans un premier temps à « revisiter les chansons du répertoire provençal des années 1920-1930 (Adieu Venise provençale, J’ai deux amours, Le Petit cabanon). » Le répertoire s'est ensuite enrichi de composition chantées en anglais ou en suédois. Enregistré en trio avec Dré Pallemaerts et Clemens Van Der Feen, The Party, dont le titre fait référence au film de Blake Edwards, est la bande son d'une fête : « je l’ai imaginé sous la forme de petites saynètes cinématographiques, au cours desquelles plein d’événements peuvent potentiellement se produire : rencontres, retrouvailles, jeux de regards, imprévus…. »

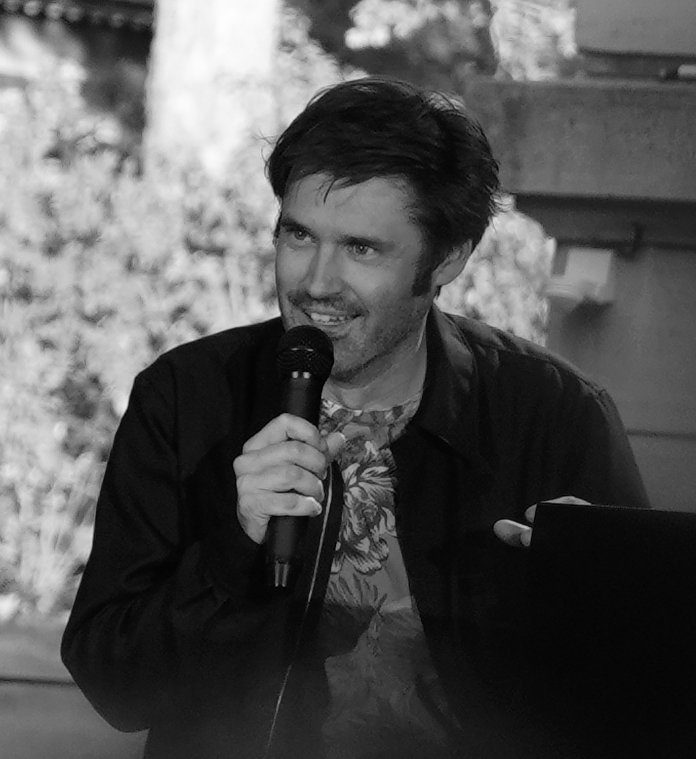
En concert lors des Flâneries musicales de Reims en 2025.

En 2017, il est invité, en compagnie d'autres artistes comme Natalie Dessay ou l’Ensemble Matheus, à participer à la transatlantique du navire Queen Mary 2 lors de l'évènement « The Bridge ». Il a composé un hymne pour l'occasion, et se produit tous les soirs sur le navire.
En 2018 parait Thanks a million, un duo avec Éric Le Lann en hommage à Louis Armstrong.

## Récompenses
- 2006 : finaliste du Concours de piano jazz Martial Solal[10]
- 2008 : Concours national de jazz de La Défense[réf. souhaitée]
- 2014 : Grand Prix Jazz de l'Académie Charles-Cros pour son disque Mikado[5].
- 2015 : Révélation française de l’année par Jazz Magazine[11]
- 2015 : Lauréat du Concours international piano jazz de Moscou[C'est-à-dire ?][réf. nécessaire]
- 2016 : Prix Django-Reinhardt (meilleur artiste de jazz français de l’année de l’Académie du jazz)[11]
- Concours international de piano jazz de Montreux[Quand ?][réf. nécessaire]
- 2017 : Coup de cœur Jazz et Blues 2017 de l'Académie Charles-Cros pour The Party, proposé lors de l’émission Open Jazz d’Alex Dutilh sur France Musique[12]
- 2020 : Artiste instrumental de l'année aux Victoires du jazz 2020

## Style
Il cite comme influences Thelonious Monk, Duke Ellington, Cecil Taylor, Paul Bley, Ran Blake, Jelly Roll Morton ou Earl Hines. Les chanteuses ont également une grande importance pour lui : Billie Holiday, Bessie Smith, Ella Fitzgerald, Sarah Vaughan, ainsi que Cécile McLorin Salvant, Leïla Martial et Isabel Sörling. Il s'inspire également de compositeurs classiques (Bach, Mozart, Ravel, Scriabine, Stravinsky, Ligeti, John Adams, Morton Feldman…) et notamment de la musique de la Renaissance (Guillaume de Machaut, Josquin des Prés).
Ses compositions sont riches et variées, s'inscrivant dans la filiation des standards de jazz.
Son jeu « est très coloré, très mélodique et puise dans le groove pour des accords profonds et dans le chant pour une main droite agile. » Certains critiques soulignent un certain classicisme dans son jeu,.

## Discographie

### En tant que leader
- 2010 : Unveiling (Laborie Jazz)
- 2014 : Mikado (Laborie Jazz)
- 2017 : Alcazar Memories (Laborie Jazz/Socadisc)
- 2017 : The Party (Laborie Jazz/Socadisc)
- 2018 : Thanks a million, avec Éric Le Lann (Gazebo)
- 2020 : Deep Rivers, avec Isabel Sörling et Simon Tailleu (Laborie Jazz)
- 2021 : Full Solo (Gazebo)
- 2024 : L'Odyssée de Paul Lay (Gazebo)

### AvecPing Machine
- 2013 : Encore – Live Au Petit Faucheux (Neuklang)
- 2016 : Easy Listening (Neuklang)
- 2016 : U-bi__K (Neuklang)

### En tant que sideman
- 2007 : Frédéric Couderc : Kirkophonie (Cristal Records)
- 2009 : André Condouant : The Mad Man (Debs Music)
- 2013 : Shauli Einav : A Truth About Me (Cristal Records)
- 2015 : Aum Grand Ensemble : Silere (Onze Heures Onze)
- 2015 : Géraldine Laurent : At Work (Gazebo)
- 2016 : Shauli Einav : Beam Me Up (Berthold Records)
- 2016 : Éric Le Lann : Life On Mars (Moods Recordings)
- 2018 : Edward Perraud : Espaces (Label Bleu)
- 2019 : Moutin Factory Quintet (François et Louis Moutin) : Mythical River
- 2015 : Géraldine Laurent : Cooking (Gazebo)